# Myzocallis tuberculatus
Myzocallis tuberculatus är en insektsart som beskrevs av Richards 1965. Myzocallis tuberculatus ingår i släktet Myzocallis och familjen långrörsbladlöss. Inga underarter finns listade i Catalogue of Life.